# Biblioteca de la Legislatura de la Provincia de Buenos Aires
La Biblioteca de la Legislatura de la Provincia de Buenos Aires es una biblioteca pública ubicada en el interior del Palacio de la Legislatura provincial en la ciudad de La Plata. Fue fundada el 15 de junio de 1920 por iniciativa del Diputado Roberto Parry, luego de una larga discusión en ambas cámaras. Es de acceso libre y gratuito.

## Historia
Desde 1854, con la creación de la Legislatura de la Provincia de Buenos Aires, los legisladores sienten la necesidad de informarse para el desarrollo de sus funciones. A partir de 1857, ambas Cámaras empiezan a recibir las suscripciones de los periódicos El Orden y La Tribuna. Desde 1868, también se suscriben a los diarios La Nación Argentina, La República y El Pueblo Argentino. Desde 1870, es agregada la publicación de los “Fallos de la Corte”. En 1889, con el creciente aumento del material bibliográfico, fue creado por primera vez el cargo de bibliotecario en cada una de las Cámaras.
En el diario de sesiones del 20 de octubre de 1916 quedó registrado el primer intento de organizar la Biblioteca de la Legislatura. Entre 1917 y 1918, con la intervención Nacional a la Provincia, la idea de la organización de la Biblioteca fue frenada temporalmente.
El 3 de septiembre de 1919 ingresa a la Cámara de Diputados un proyecto de resolución, en el que se invita al Honorable Senado a designar una Comisión Bicameral encargada de la dirección y reglamentación del funcionamiento de la Biblioteca de la Legislatura. El Proyecto fue fundamentado por el diputado Roberto Parry con la adhesión de sus pares Baliños y Oddone. El 15 de junio de 1920, es aprobada luego de una votación la creación de la Biblioteca de la Legislatura de la Provincia de Buenos Aires.

## Servicios

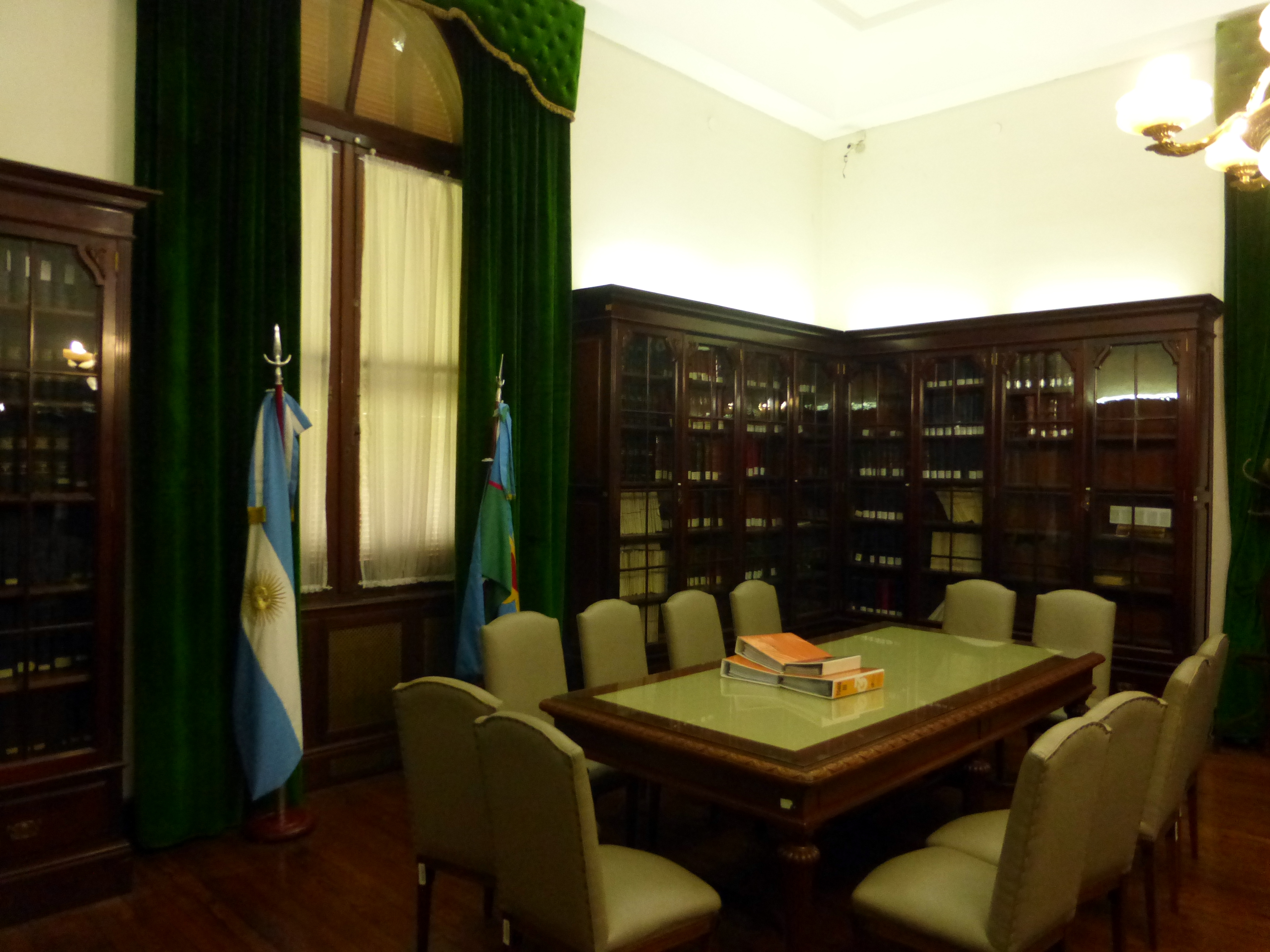
Antigua Sala de Lectura de la Biblioteca de la Legislatura

- Préstamo de libros: La Biblioteca presta material bibliográfico al público en general, en el horario de lunes a viernes de 8 a 19.30 horas. Los libros están orientados principalmente a las áreas de derecho, historia, ciencias económicas, humanidades y periodismo.
- Referencia legislativa: Se ofrece información especializada en legislación nacional y provincial.
- Catálogo On-line: El catálogo cuenta con registros bibliográficos referidos a libros, folletos y títulos de revistas. Está desarrollado en base al sistema Koha-UNLP.
- Hemeroteca: Recibe diarios de tirada provincial y nacional, publicaciones periódicas locales, provinciales, nacionales y extranjeras.

## Accesibilidad
La Biblioteca de la Legislatura posee un servicio para ciegos que cuenta con alrededor de 36.000 títulos en archivos de computadora que son utilizados por discapacitados visuales de América, Europa y Asia. Las consultas se realizan desde la Sala de Lectura.